# Croce Rossa Svizzera

Bandiera della Croce Rossa

La Croce Rossa Svizzera è la società nazionale di Croce Rossa della Confederazione Elvetica; è un'associazione umanitaria privata ausiliaria dei pubblici poteri. Fondata nel 1866, ha sede a Berna.

## Denominazione ufficiale
L'associazione riporta nel proprio logo la denominazione nelle tre lingue ufficiali della Federazione:
- Croce Rossa Svizzera, (abbreviato CRS) in italiano
- Sweizerisches Rotes Kreuz, in tedesco
- Croix-Rouge Suisse, in francese

Nel Canton Grigioni viene usata anche:
- Crusch Cotschna Svizra, in romancio

Oltre a queste, internazionalmente viene spesso adottata la denominazione:
- Swiss Red Cross, in inglese